# Śniedek Buchego
Śniedek Buchego, śniedek Bouchego (Ornithogalum boucheanum (Kunth) Asch.) – gatunek roślin z rodziny szparagowatych. Występuje w południowo-wschodniej Europie – od Czech po Bułgarię, na Krymie, w południowej Rosji i w Azji Mniejszej. Rośnie tam na polanach, w zaroślach, nad strumieniami. Uprawiany i dziczejący z upraw w Europie Środkowej i Wschodniej, w Polsce w części zachodniej kraju, głównie na przydrożach.

## Morfologia
PokrójRoślina cebulowa, przy której rozwijają się liczne cebulki potomne, z kwiatami na głąbiku tęgim, od 20 do 50 cm wysokości.
Liście3–4, rzadziej 6 równowąskich liści odziomkowych o szerokości 0,5–1,5 (rzadko do 2,5) cm. Blaszka jest jasnozielona z białym paskiem pośrodku. W czasie kwitnienia liście zasychają.
KwiatyZebrane w liczbie 5–20 (nawet do 50) w groniasty kwiatostan. Kwiaty duże, do 2,5 cm długości. Przysadki czasem krótsze od szypułki. Listki okwiatu białe z zielonym grzbietem. Nitki pręcików spłaszczone z 2 ząbkami na szczycie i nitki przynajmniej wewnętrznego okółka z ostrym zębem po wewnętrznej stronie nitki. Zalążnia wąsko jajowata, zwykle dłuższa od tęgiej nitki słupka.
OwocTorebka podługowata do szeroko jajowatej.
Gatunki podobnePochodzący także z Europy południowo-wschodniej śniedek zwisły O. nutans, uprawiany i dziczejący w Europie Środkowej, ma podobnie groniaste kwiatostany (nieco mniej w nich kwiatów – od 3 do 12), ale na wewnętrznej stronie nitki pręcikowej brak u tego gatunku ząbka. Pozostałe spotykane w Europie Środkowej gatunki mają kwiatostany baldachogroniaste i liście węższe, do 5 mm szerokości lub kwiaty żółtawe (śniedek pirenejski O. pyrenaicum).

## Biologia i ekologia
Bylina, geofit. Kwitnie w kwietniu i maju. Owocuje w czerwcu i lipcu.
Tworzy mieszańce ze śniedkiem zwisłym O. nutans i śniedkiem baldaszkowatym (O. umbellatum).

## Zastosowanie i uprawa
Roślina uprawiana jako ozdobna, nadaje się także na kwiat cięty. Łatwo rozmnaża się z nasion i cebulek potomnych.